# 巴特勒石像鬼
巴特勒石像鬼（英文：Butler Gargoyle）是指美国宾夕法尼亚州持续目击的一种人形神秘生物。

## 历史
- 1993年6月，目击者约翰与家人阿伦敦一带附近一个高6英尺、肌肉发达、有翼、身体覆盖毛发、类似“人类”的生物，对方经过约翰的汽车，抵达公路对面的树林后便飞离该区域。[1]
- 2011年3月18日，一名目击者在巴特勒县驱车时目击一个8英尺高、有翼、腿部与手臂肌肉发达的且手部为爪子的人形生物。在当月类似的目击共有6例。[2]
- 2011年3月26日，两名目击者驱车前往巴特勒县时目击一个高6英尺、皮肤呈黑褐色、有翼、手臂很长、手部疑似为爪子的人形生物。[3]
- 2011年3月，一名目击者在东布雷迪（英语：East Brady, Pennsylvania）目击一个高8-9英尺、有翼、肌肉发达、皮肤呈黑色、手臂垂于膝盖以下的人形生物。据目击者表示，双方距离约75英尺，对方似乎在寻找某样东西。[3]
- 2011年3月，两名目击者在里默斯堡（英语：Rimersburg, Pennsylvania）目击35英尺远处有一个9英尺高、深棕色皮肤、肌肉发达、长臂、背部疑似有翅膀、手部为爪子且只有4根手指的人形生物。[3]
- 2012年7月，有传闻称一些目击者在巴特勒县目击一个长有巨型翅膀的生物。[3]
- 2017年，再度有人遭遇巴特勒石像鬼，据目击者表示，那是如同地狱有翼恶魔的生物。[4]